# Nimbacinus dicksoni
Il nimbacino (Nimbacinus dicksoni Muirhead e Archer, 1990), era un marsupiale appartenente alla famiglia estinta dei Tilacinidi.
Vissuto tra i 23 e i 16 milioni di anni fa (tra l'Oligocene Superiore ed il Miocene Inferiore), raggiungeva circa 50 cm di lunghezza. Come il moderno tilacino, quando cacciava si concentrava solo su una preda e preferiva continuare ad inseguirla fino a quando quest'ultima era esausta.
La sua dieta comprendeva probabilmente piccoli mammiferi, anfibi, rettili e insetti.
I suoi fossili sono stati ritrovati a Riversleigh, nel Queensland e nel Bullock Creek, in Australia.